# Kune Biezeveld
Kunegonda Elizabeth (Kune) Biezeveld (Den Haag, 13 april 1948 - Hilversum, 7 september 2008) was een Nederlandse theologe van de Nederlandse Hervormde Kerk (in 2004 opgegaan in de Protestantse Kerk in Nederland).

## Levensloop
Biezeveld studeerde van 1966 tot 1974 theologie aan de Rijksuniversiteit Leiden. Van 1974 tot 1978 stond zij als predikant in Zandvoort (de eerste twee jaren als hulppredikant), vervolgens was zij tot 1984 predikant in Voorthuizen. Van 1991 tot 1996 was zij als geestelijk verzorger verbonden aan het Ziekenhuis Gooi-Noord in Blaricum.
In 1996 promoveerde zij in de theologie op het proefschrift Spreken over God als Vader, hoe kan het anders?. In datzelfde jaar volgde haar aanstelling als universitair docent dogmatiek en Bijbelse theologie aan de Universiteit Leiden gevolgd door een hoogleraarschap vrouwenstudies op persoonlijke titel in 2002.
Biezeveld hield zich vooral bezig met de feministische theologie. Ze stelde zich hierbij gematigd op en wilde een brug slaan met de klassieke theologie, waarbij zij laatste als grondslag voor de feministische theologie wilde hanteren. Verder vond zij het belangrijk dat de Bijbel en het leven van alle dag op elkaar aansloten.
Biezeveld schreef een aantal columns voor het pastoraat van de interkerkelijke publieke omroep IKON en diverse theologische artikelen en boeken. Haar laatste, postuum te verschijnen boek, gaat over het ietsisme. Weliswaar bestempelde zij deze opvatting als niet-religieus omdat het ietsisme naar haar mening te weinig rekening zou houden met het bovennatuurlijke maar zij nam het ietsisme wel serieus en pleitte voor een verbinding met het christelijk geloof.
Kune Biezeveld overleed op zestigjarige leeftijd ten gevolge van alvleesklierkanker.

## Boeken
- Spreken over God als vader. Hoe kan het anders?, 1996
- Towards a Different Transcendence. Feminist Findings on Subjectivity, Religion and Values, samen met Anne-Claire Mulder, 2001
- De splinter en het beeld. Het beeldverbod in klassieke en feministische theologie, oratie Universiteit Leiden, 2002
- Als scherven spreken. Over God in het leven van alledag, 2008